# Choi Min-jeong
Choi Min-jeong, född 9 september 1998, är en sydkoreansk skridskoåkare som tävlar i short track. Vid 16 års ålder blev hon sammanlagd världsmästare vid världsmästerskapen i short track 2015, året efter försvarade hon titeln vid världsmästerskapen i short track 2016. Hon har utöver dessa två titlar sju VM-medaljer.
Choi deltog i olympiska vinterspelen 2018 där hon tog guldmedaljer på 1 500 meter och i stafetten.